# Reservas de biosfera de Brasil
Las reservas de Biosfera en Brasil son sitios reconocidos por UNESCO que innovan y demuestran la relación que puede alcanzar el ser humano con su naturaleza en el afán de conjugar la conservación y el desarrollo sostenible.
Actualmente Brasil cuenta con 7 reservas de biósfera reconocidas por UNESCO: Mata Atlântica, Cinturón Verde de la Ciudad de São Paulo, Cerrado, Pantanal, Caatinga, Amazonia Central y Serra do Espinhaço. Las reservas de biosfera brasileñas cubren cerca del 24% del territorio del país, que equivalente a más de la mitad del territorio total de Red Mundial de Reservas de Biosfera. Varios sitios de Brasil que son Patrimonio Mundial Natural inscritos en la Lista del Patrimonio Mundial son también Reservas de la Biosfera.
Brasil se unió al Programa "El Hombre y la Biosfera" (Programa MaB) en 1974. Ese mismo año se crea la Comisión Brasileña del Programa Hombre y Biosfera (COBRAMAB). En 1985 se crea la Red Brasileña de Reservas de Biosfera (BNBR) para apoyar, fortalecer e integrar sus acciones. Las reservas brasileñas fueron designadas entre 1991 y 2005.

## Reserva de Biósfera de Brasil
- Mata Atlântica (1991): Tiene una superficie de 89.687.000 hectáreas. El bioma de la Mata Atlántica alcanzaba más de 100 millones de hectáreas, su tamaño original fue reduciendo tras siglos, quedando solo el 12% de tamaño original ocasionada por la deforestación relacionada con la madera, el café, la caña de azúcar, el ganado y la expansión urbana. La Mata Atlántica es la primera reserva de biosfera en Brasil designada por la Unesco en 1991, fue ampliado seis veces hasta convertirse en la mayor reserva de la biosfera del planeta, superando el tamaño de Francia e Italia juntas.[1] En ella vive más de la mitad de la población brasileña entre ellos pueblos indígenas y quilombolas, este último son comunidades aisladas que huyeron de la esclavitud. El área alberga 20.000 especies de plantas entre ellas lianas, orquídeas, bromelias y entre otras que constituyen casi el 10% de las especies mundiales. La selva constituyen el hábitat del 15% de los primates brasileños como la especie endémica en peligro de extinción tití león dorado.[3]
- Cinturón Verde de la Ciudad de São Paulo (1993): Cubre una superficie de 805,300 hectáreas. La reserva brinda servicios ambientales.[4]
- Cerrado
- Pantanal
- Caatinga
- Amazonia Central (2001)
- Serra do Espinhaço